# Дуванська сільська рада
Дува́нська сільська рада (рос. Дуванский сельский совет) — муніципальне утворення у складі Дуванського району Башкортостану, Росія. Адміністративний центр — село Дуван.

## Населення
Населення — 4096 осіб (2019, 4459 в 2010, 4649 в 2002).

## Склад
До складу поселення входять такі населені пункти:
| Населений пункт          | Населення, осіб (2002) | Населення, осіб (2010) |
| ------------------------ | ---------------------- | ---------------------- |
| Бурцевка, присілок       | 52                     | 39                     |
| Гріховка, присілок       | 4                      | -                      |
| Дуван, село              | 3703                   | 3669                   |
| Калмаш, село             | 155                    | 131                    |
| Комсомольський, присілок | 78                     | 52                     |
| Кутрасовка, село         | 23                     | 16                     |
| Октябрський, присілок    | 264                    | 220                    |
| Потаповка, присілок      | 56                     | 48                     |
| Сафоновка, село          | 68                     | 42                     |
| Чертан, присілок         | 246                    | 242                    |